# BBÖ 1170.1
Die BBÖ 1170.1 war eine elektrisch angetriebene Lokomotivreihe der BBÖ.

## Geschichte
Da sich die Reihe 1170 bewährte, bestellte die BBÖ weitere ähnliche Maschinen, wobei aber auf Erfahrungen mit der 1170 und auf geänderte Oberbaubedingungen eingegangen wurde.
Die Maschinen sollten auf der Westbahn westlich von Salzburg für den leichten Personenzugverkehr eingesetzt werden.
Da der Oberbau mittlerweile einen Achsdruck von 17 t erlaubte, konnte ein weniger gedrungener Aufbau durchgeführt werden.
Obwohl die motorische Ausrüstung dieselbe wie bei der Reihe 1170 war, konnte die Leistung wegen noch vorhandener Reserven erhöht werden. Anders als bei den 1170ern erfolgte die Zugkraftübertragung direkt zwischen den Drehgestellen.
Auch die Kastenabstützung wurde gegenüber der Vorgängerreihe geändert.
Der mechanische Teil der 15 von ELIN in Wien (elektrischer Teil) gelieferten Maschinen wurde zum Teil von Krauss in Linz (1170.101–106) und zum Teil von der Lokomotivfabrik Floridsdorf (1170.106–115) hergestellt, da Krauss/Linz während der Lieferung dieser Reihe geschlossen wurde.
Die Lokomotiven waren fast immer in Innsbruck stationiert, von wo sie vorwiegend Personenzüge führten. Sie wurden aber auch im leichten Güterzugsdienst und als Vorspann auf der Brennernordrampe eingesetzt. Die Deutsche Reichsbahn ordnete die Fahrzeuge als E 45.1 ein. Die 45.101 und 103 wurden während des Zweiten Weltkrieges zerstört. Bei der ÖBB bildeten die verbliebenen Maschinen ab 1953 die Reihe 1145. Im Jahre 1966 wurde aus noch vorhandenen Reserveteilen und aus der verunfallten 1045.11 die 1145.16 aufgebaut. 1145.08 und 16 wurden Blutorange lackiert.
Nachdem die Reihe 1145 Anfang der 80er-Jahre aus dem Reisezugverkehr verdrängt wurde, änderte sich ihr Haupteinsatzgebiet auf die Bedienung des untergeordneten Verkehrs. So wurden beispielsweise fast sämtliche Fahrverschubzüge im Raum Innsbruck von den 1145ern übernommen, aber auch andere Verschubleistungen und sporadische Einsätze vor Güterzügen gehörten zu ihrem neuen Aufgabenbereich. Einige Maschinen wurden auch im Raum Wörgl und Landeck eingesetzt. Zur gleichen Zeit wurden auch die in Attnang-Puchheim beheimateten Exemplare nach Innsbruck umstationiert. 1145.02 verblieb vorerst noch in Attnang-Puchheim, ehe sie am 1. Februar 1986 ebenfalls umbeheimatet wurde.
Die letzte Maschine dieser Reihe, die 1145.002, wurde am 1. November 1990 ausgemustert. Die 1145.02 blieb als Museumslok erhalten. 1145.09 blieb als Ersatzteilspender erhalten.